# ستيوارت غرين
ستيوارت غرين هو متسابق يخت كندي، ولد في 1 أغسطس 1944 في تورونتو في كندا.

## وصلات خارجية
- ستيوارت غرين على موقع أوليمبيديا (الإنجليزية)